# إل روسال
بلدية إل روسال (بغاليسية: O Rosal) هي بلدية تقع في مقاطعة بونتيفيدرا التابعة لمنطقة غاليسيا شمال غرب إسبانيا.

## الديموغرافيا
يبلغ عدد سكان بلدية إل روسال 6.613 نسمة عام 2011 (وفقاً للمعهد الوطني للإحصاء الإسباني).
| 5.866 | 5.807 | 5.933 | 6.183 | 6.402 | 6.570 | 6.613 |

## أعلام
- ديفيد غوميز